# Alberto del Canto
Alberto del Canto y Díaz de Vieira (nacido Alberto do Canto e Dias de Vieira o Alberto Vieira do Canto, según la costumbre portuguesa) (1547–1611) fue un noble y militar portugués al servicio de Castilla que exploró el norte de Nueva España actual México, donde fue fundador de varias ciudades.

## Síntesis biográfica

### Nacimiento y juventud
En el año de 1547 nace en Praia de las Islas de los Azores, hijo de don Sebastião Martins do Canto y de doña Maria Dias de Vieira. 

### Personalidad
Desde muy joven como capitán de 30 años descubrió minas, y fundó nuevas poblaciones. 
Alberto do Canto e Dias de Vieira o Alberto Vieira do Canto, según la costumbre portuguesa, fue temido y respetado, por lo que se impuso en repetidas ocasiones como alcalde de fundador de Saltillo.  
Se dice que llegó a cortejar a Doña Juana Porcallo, esposa de Diego de Montemayor en el año 1581. También fue domador de caballos. [cita requerida]

## Fundaciones en Norteamérica

### Viaje a América
No es claro cómo y cuándo llega a la Nueva España. Algunos autores dicen que se embarca desde las Islas de Castilla en 1562.
Sin embargo sí hay certeza de su presencia en 1562 en la Nueva España en Zacatecas a la región de San Martín y Mazapil ya que fue reclutado por Francisco de Ibarra.  que formaba parte de las primeras exploraciones de la recién establecida Nueva Vizcaya 1554. Definitivamente no formaba parte del otro grupo de exploradores desde el este entra por Tampico con el grupo Carbajal y de la Cueva en 1560.

### Búsqueda de fortuna en minas
Alberto del Canto en diciembre de 1562, con diez y seis años fue uno de los 170 soldados reclutados en Zacatecas por Francisco de Ibarra, con autorización del Luis de Velasco y Ruiz de Alarcón, para conquistar el Noreste de la Nueva España con pobladores de los ranchos de Zacatecas. 

### Exploraciones
También se incorporó un grupo de vizcaínos y portugueses encabezados por Martín de Gamón, mismo que por rebelde y alborotador en 1563 se le mandó dar garrote en el valle de San Juan. Con la muerte del líder el grupo se dispersó. Algunos de aquellos ahora liderados por Martín López de Ibarra como gobernador estaban: Alberto del Canto, Diego de Montemayor, Gaspar Castaño de Sosa y otros futuros colaboradores de Luis Carvajal y de la Cueva. 
Entre estos exploradores descubrieron el valle de Extremadura a finales de 1572, pero debido a las dificultades decidieron poblarlo después ya que “ese valle era tan bello que daban ganas de vivir en él.”.
Del Canto conoció muchas tierras: Chiametla, Copala, Sinaloa, Topiao Guatimapé, anduvo por San Martín y Sombrerete, Chalchihuites y Sain,  Nieves y Río Grande, por Nombre de Dios y Victoria, por Fresnillo y Zacatecas, por Cedros y Mazapill. Ahí hizo amistad con Diego de Montemayor y Gaspar Castaño de Sosa y Luis Carvajal y de la Cueva, todos portugueses como él. También es probable que en 1569 haya acompañada a Martín López de Ibarra en su expedición hacia el norte.

### Fundaciones
Es indudable que en 1577 fecha de las fundaciones de Alberto del Canto, se había explorado ya una amplia región del noreste, casi toda la “Gran Cuachichila” que alcanzaba hasta el centro de Nuevo León y de Coahuila, y que llegaba hacia el norte.

#### Cerralvo
En 1577 Del Canto también descubrió y asentó en  lo que denominó las minas de San Gregorio Magno en la actual Cerralvo. Probablemente el 12 de marzo de 1577 en donde Alberto del Canto, fue  nombrado alcalde mayor de las minas de San Gregorio y valle de Extremadura por comisión del señor Martín López de Ibarra, gobernador de Nueva Vizcaya.
Carvajal la refundaría como la ciudad de León el 12 de abril de 1582. En todo caso, una vez asentados sus reales Alberto del Canto en compañía de 25 soldados sale rumbo a Saltillo.

#### Monclova
El 29 de mayo de 1577 Alberto del Canto llevó a cabo la fundación de Minas de la Trinidad como población de Nueva Vizcaya, dada la importancia de la veta de Plata. También fue nombrado alcalde mayor. El cual dio facultad a Diego de Montemayor que poblase y pacificase la zona. 
El documento de Parral no define fecha, pero lo más probable es que las fundaciones coincidan con las fechas del santoral. La festividad de la Santísima Trinidad fue el siguiente domingo después de Pentecostés, cincuenta días después de la Pascua. De acuerdo al calendario vigente esto debió haber sido el 29 de mayo de 1577. 
Luis Carvajal que estaba obligado por las capitulaciones a fundar poblaciones en 1582 estableció de nuevo la villa bajo el nombre de Nueva Almadén (Monclova) así denominada haciendo referencia a las minas de Almadén, en Castilla, como parte del Nuevo León.

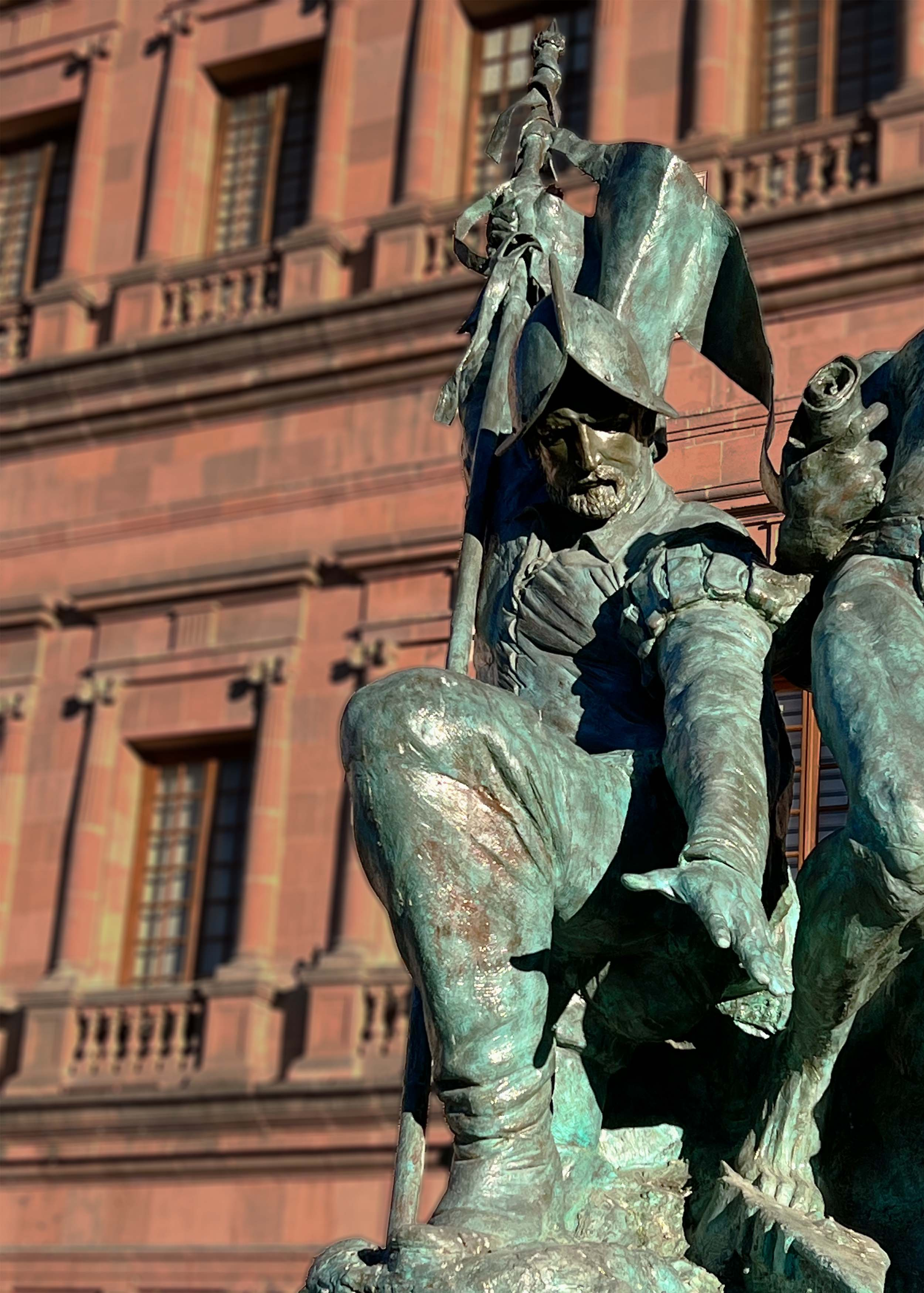
Alberto del Canto en Saltillo

#### Saltillo
El actual valle de Saltillo fue explorado por Francisco Cano a finales de 1568 desde Mazapil tomando posesión a nombre de la Nueva Galicia. Martín López de Ibarra, exploró la misma zona y repartió mercedes a nombre de Nueva Vizcaya. Pero de acuerdo con Documento Del Parral señala que el capitán Alberto del Canto fundó en 1577 la Villa de Santiago de Saltillo, y aunque el documento no precisa la fecha se asume el 25 de julio, día de Santiago Apóstol. 
A una señal, desmontaron, formaron un círculo y pusieron una rodilla en tierra. “En nombre de Felipe II nuestro rey, se funda la Villa de Santiago del Saltillo”, corearon. Del Canto clavó su espada y reclamó la tierra y las aguas para su rey.
También ahí Alberto del Canto fue nombrado alcalde mayor con la orden de pacificar el pueblo de Potosí y valle de Couyla o Coahuila.

#### Monterrey
Aun cuando Monterrey fue oficialmente fundada 1596, gracias a un litigio jurisdiccional llamado “El documento del Parral” sabemos que Alberto del Canto “pobló el valle de Extremadura y le llamó Ojos de  Santa Lucía, que hoy se llama ciudad de Monterrey.”   y aunque en este documento no apunta la fecha, lo más probable es que haya sido el 13 de diciembre de 1577, festividad de Santa Lucía de Siracusa. como “alcalde mayor de las minas de San Gregorio y el valle de Extremadura.”
Se le atribuye también el nombre del Cerro de la Silla, porque le pareció que tenía el perfil de silla ecuestre. De igual manera nombró Cerro de las Mitras, el Cerro del Topo Chico y el Río Santa Catarina.
Cinco años más tarde, en 1582, en el margen norte del Ojo de Agua Grande, Luis Carvajal fundó la villa de San Luis, en honor a San Luis Rey de Francia, aunque en el fondo se ve que era una alusión a sí mismo, como lo hizo también con la fundación de la villa de la Cueva en 1583. De todas maneras en las capitulaciones el Rey Felipe II obliga a Carvajal: “os obligais a que la tierra adentro en las partes que fuere más a propósito iréis prosiguiendo las dichas poblaciones hasta llegar a la dicha gobernaçión de la Florida por aquella parte”... “por nuestra Fe y palabra real que lo que de nuestra parte se os ofrece, lo mandaremos guardar y cumplir...,” añadiendo que si Carvajal no cumpliese sus obligaciones, “mandaremos que se proceda contra vos como contra persona que no cumple y guarda los mandamientos de su Rey y Señor natural.”
Finalmente, Carvajal  esclaviza, y no ha cumplido en diez años lo que estaba obligado en las capitulaciones y su mañosa invasión de otros reinos.  Así que cae en desgracia, es perseguido por la Inquisición y El virrey Villamanrique. Es apresado en enero de 1589, hasta el 26 de febrero de 1590. Mientras el gobernador Carvajal permanecía preso en la Ciudad de México, el Nuevo Reino de León se iba despoblando.
Y no fue sino hasta el mes de septiembre de 1596 cuando Diego de Montemayor  decidió encabezar un intento de repoblación ahora como Ciudad Metropolitana de Nuestra Señora de Monterrey. Entre otras razones para congraciarse con el recién nombrado  en 1595 virrey Gaspar de Zúñiga Acevedo y Velasco V conde de Monterrey.

#### Potosí
También en el  Documento de Parral dice que Alberto del Canto, “prosiguiendo la orden que llevaba... (después de poblar Santa Lucía) pacificó el pueblo de Potosí y valle de Couyla”. No está claro a qué población se refiere. Podría ser el poblado Potosí, al pie de Cerro El Potosí en Galeana (Nuevo León). Algunos dicen que se refiere a Cuatro Cíenegas ya que en 1582 a la entrada de Luis Carvajal también trató de usurpar esta fundación de Nueva Vizcaya para cumplir con las capitulaciones.

### Consolidación y Pacificación
Luchó por la pacificación de los chichimecas, entre los que tomó numerosos prisioneros para trabajar las minas de Santa Lucía (Monterrey) y San Gregorio (Cerralvo), mismas de su propiedad. 
El 29 de enero de 1580, Martín López de Ibarra confirmó las distribuciones de tierras hechas por Alberto del Canto en la región de Saltillo y nombró a Diego de Montemayor “alcalde mayor de las minas de San Gregorio y villa de Saltillo y valle de Extremadura, Potosí y sus distritos”.
Alberto del Canto a finales de 1582 recibe sin oposición a Luis Carvajal en su segunda estancia en América, pero ahora con la autorización del Rey Felipe II su proyecto para colonizar tierras al norte de Nueva España. El nuevo territorio de la fundación del Nuevo Reino de León, cuyos límites jurisdiccionales partían del puerto de Pánuco (Veracruz), al norte del actual Veracruz de Ignacio de la Llave, mismo que se extendía 200 leguas hacia el Oeste y otras 200 leguas hacia el Norte, formando así un cuadrado que tendría 800 kilómetros por lado, sin embargo esta extensión invadiría las jurisdicciones del Reino de Nueva Vizcaya, al cual pertenecía la casi recién fundada villa de Santiago del Saltillo.
Ahora a la sombra de  Carvajal, gobernador de la nueva provincia Alberto del Canto siguió su labor de exploración. En una de esas entradas combate con gente de Diego de Montemayor, quien había jurado no cortarse la barba hasta matar a Del Canto.  Carvajal sabiendo que necesitaba de ambos para explorar y gobernar el nuevo Reino decide hacer un pacto poco convencional: el casamiento de Alberto del Canto con Estavania Montemayor, hija de Montemayor y de su tercera y difunta esposa, Juana Porcallo.

## Alegatos y Persecuciones
En 1578 Alberto del Canto fue mandado aprehender por el doctor Jerónimo de Orozco, presidente de la Real Audiencia de Guadalajara, porque había entrado a poblar  Saltillo en el distrito de Nueva Galicia, en principio entre los indios que estaban en paz, y que prendía como esclavo y por otros delitos graves. Fue tomado preso pero escapa a Nueva Vizcaya, donde el gobernador Martín López de Ibarra no solo lo protege sino que lo envía a Saltillo, con soldados para protegerlo.
También se dice que Alberto del Canto, huyendo de la audiencia Real, se metió entre los chichimecas internándose en Nuevo León, desde fines de 1579 hasta mediados 1581 en el que llegó la noticia de la muerte de Jerónimo Orozco, en Guadalajara presidente de la Real Audiencia. 
El padre Baldo Cortés, primer capellán de la villa del Saltillo y uno de sus fundadores, para defender a los pueblos originarios de la estabilización enfrenta a los soldados españoles, haciendo ver que tal acción eran ofensas públicas a Dios y les negaría la Absolución si seguían. Adicionalmente confronta a Alberto del Canto y lo denuncia ante la Inquisición.
En 1588 fue nombrado familiar de la Inquisición mexicana y, como tal, acompañó a Diego de Montemayor, desde Saltillo, para ir a aprehender a  Luis Carvajal.
En 1589 El padre Baldo Cortés, denuncia: “Este señor Canto, antes de contraer matrimonio con Estefanía, vivió en amasiato con su suegra, esposa de don Diego de Montemayor, razón por la cual éste la mató.”.
El lego franciscano fray Pablo de Góngora el 15 de noviembre de 1593 denuncia a Del Canto ante la Inquisición mexicana por supuestamente “haber tenido de manera notoria relaciones con la esposa de  Diego de Montemayor”.  Es posible que estas denuncias hayan servido a  Diego de Montemayor para que no lo enjuiciarán.
Alberto del Canto fue encarcelado por el Santo Oficio por ser sospechoso de judaizante (cargo muy común entre los portugueses), pero escapó y vivió entre los nativos hasta que fue hallado inocente y le fueron retirados los cargos. 
Por otro lado era evidente que Alberto del Canto representaba los intereses de Martín López de Ibarra, teniente de gobernador de la Nueva Vizcaya y tío de Francisco de Ibarra. un grupo antagónico a Luis de Carvajal, por lo que se le prohibió entrar al Nuevo Reino de León

## Romances
Alberto del Canto era distinguido por su porte aventurero y su hombría, es asediado por las mujeres.  Por los dichos de Pablo de Góngora se dice que Del Canto tuvo un romance con doña Juana Porcallo, tercera esposa de Diego de Montemayor.  Al enterarse este  en el año 1581, la arrodilla dándole muerte con su propia espada, jurando no recortar su barba y pelo hasta matar a Del Canto. Aunque algunos dicen que en esa época el hombre estaba en pleno derecho de hacerlo para lavar una injuria, lo cierto es que Diego de Montemayor tuvo que huir hacia las minas de San Gregorio Cerralvo, y entonces se tuvo que designar, de nuevo, como alcalde de Saltillo a Alberto Del Canto. 
Varias veces se enfrentaron Diego de Montemayor, que ya se había pasado del bando de Nueva Vizcaya hacia el de Carvajal, y Alberto del Cato, hay relatos de hechos en río Pesquería, León, minas de San Gregorio y minas de Trinidad.  Como a Don Luis Carvajal, gobernador del Nuevo Reino de León le convenía la paz entre estos dos capitanes, y para que Del Canto se cambiase de bando, los hizo hacer las paces casando a Estevanía hija de Juana Porcallo y Diego de Montemayor  a finales de 1587. 

## Matrimonio y familia

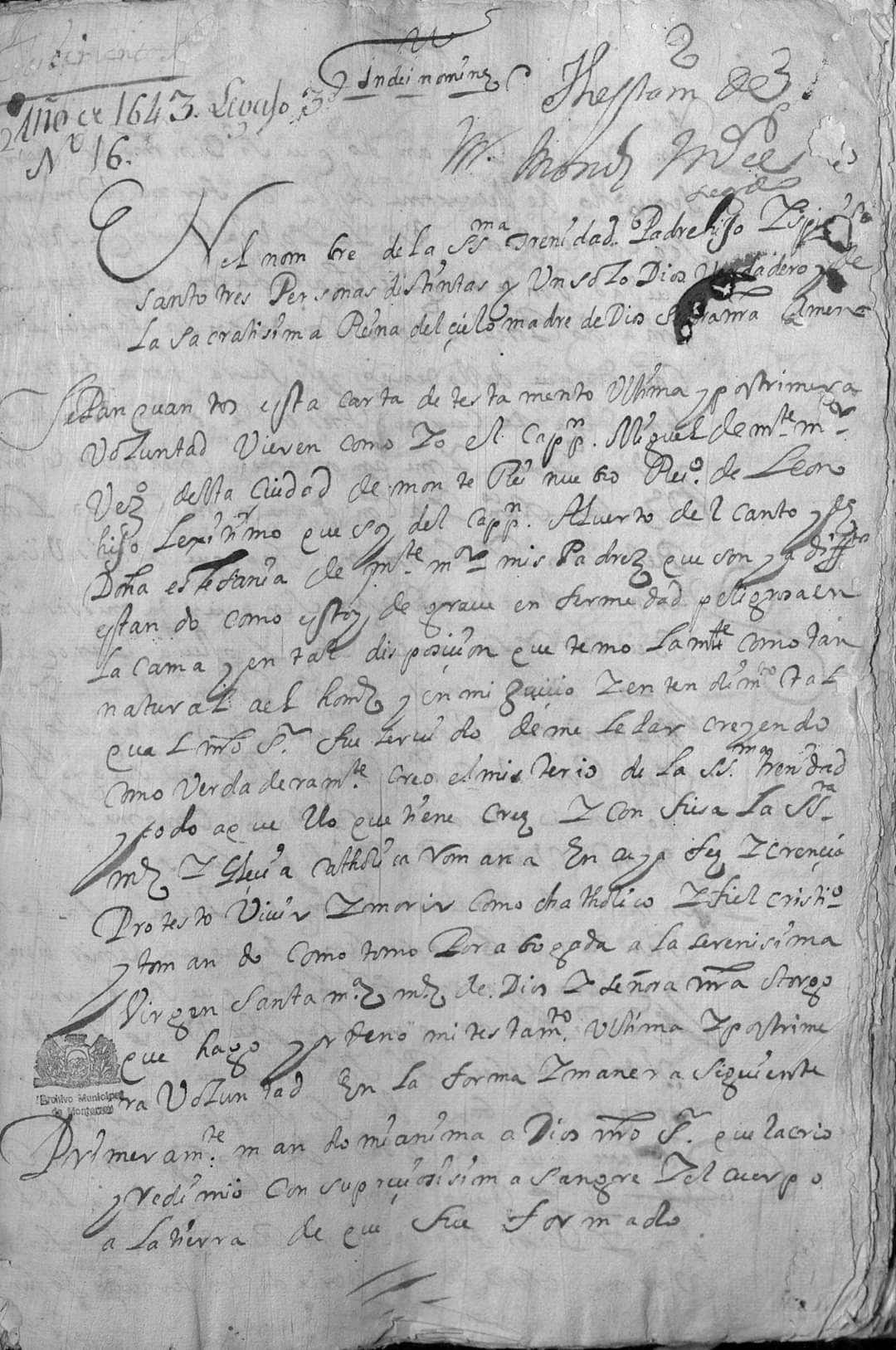
Testamento de Miguel de Montemayor

Se casa con de Estevanía Porcallo de Montemayor procreando su primer hijo llamado Miguel de Montemayor en 1587,  a finales de 1589 nace su segundo hijo bautizado con el nombre de Diego de Montemayor, después en 1593 tienen a su única hija, Elvira.
Se dice que Estevanía declaró que Del Canto efectivamente había tenido relaciones con su madre acusando a su marido y dejó de usar el apellido del Canto y sus hijos tomaron el apellido materno.

## Muerte
Murió en su hacienda de Buena Vista cerca de Saltillo, en 1611 siendo regidor de la ciudad.

## Documentos relacionados con Alberto del Canto
- ES.41091.AGI/1.16403.6.3.15//GUADALAJARA,230,L.2,F.54R-54V
- Se remita a la Audiencia al capitán Alberto del Canto con el proceso que haya contra él, por haber entrado a poblar en Nueva Galicia entre indios que estaban ya pacificados, a los que prendió, esclavizó y vendió, y cometió también otros delitos, y habiendo sido hecho preso por orden de la Audiencia, se soltó y le volvió a enviar a dicho pueblo, ordenándoles que envíe a la Audiencia a dicho capitán con el proceso que haya contra él, para que hagan justicia en este caso.

Felipe II. “Real cédula ordenando al gobernador (de la Nueva Vizcaya) que aprehenda y entregue a Alberto del Canto a las justicias de la Nueva Galicia, Badajoz, 10 de junio de 1580”, Leg. 230, Vol. ii, fol. 54.
Orozco, Gerónimo de. “Carta del doctor... al Rey, sobre Alberto del Canto, Guadalajara, 26 de noviembre de 1578”, Leg. 6.
En su libro "El Capitán Alberto del Canto, su vida y obra" por J. de Jesús Ávila se detallan rasgos de su personalidad a lo largo de interacciones con distintos terratenientes de la época.